# Sylvichadsia
Genre
Sylvichadsia  est un genre de plantes à fleurs dicotylédones de la famille des Fabaceae, sous-famille des Faboideae, originaire de Madagascar, qui comprend cinq espèces acceptées.
Ce sont des arbres ou arbustes ou des lianes poussant dans les forêts pluviales tropicales, souvent près des cours d'eau.

## Liste d'espèces
Selon The Plant List (2 décembre 2018) :
- Sylvichadsia grandidieri (Baill.) Du Puy & Labat
- Sylvichadsia grandiflora (R.Vig.) Du Puy & Labat
- Sylvichadsia grandifolia (R.Vig.) Du Puy & Labat
- Sylvichadsia macrophylla (R.Vig.) Du Puy & Labat
- Sylvichadsia perrieri (R.Vig.) Du Puy & Labat